# Furacão John (2006)
O Furacão John foi o quinto grande furacão da temporada de furacões no Pacífico de 2006. Ele se formou em 28 de agosto na costa sul do México, originado a partir de uma onda tropical que veio da costa ocidental da África e atravessou todo o Oceano Atlântico e o Caribe. As condições favoráveis permitiram à tempestade se intensificar rapidamente e atingir o pico de intensidade com ventos constantes de 215 km/h em 30 de agosto daquele ano. John tornou-se então um furacão de categoria 4 dentre as 5 possíveis na escala de Saffir-Simpson, no momento em que estava a cerca de 260 km a oeste da cidade de Acapulco.
Dois dias depois, em 1º de setembro, John entrava em terra firme no estado mexicano de Baja California Sur. Mas a esta altura já estava mais enfraquecido, com ventos contínuos de no máximo 180 km/h e rebaixado para a categoria 2. O furacão foi perdendo força lentamente a medida em que se movia para noroeste através da península da Baixa Califórnia e dissipou-se em 4 de setembro. A umidade dos remanescentes da tempestade ainda conseguiu alcançar o sudoeste dos Estados Unidos.
O furacão ameaçou grandes porções da costa ocidental do México, resultando na retirada de dezenas de milhares de pessoas. Em regiões costeiras, fortes ventos derrubaram árvores enquanto que as chuvas intensas causaram deslizamentos de terra. John causou danos moderados na península da Baixa Califórnia, incluindo a destruição de mais de 200 casas. O furacão matou seis pessoas no México e os danos totalizaram em 663 milhões de pesos mexicanos (60,8 milhões de dólares em valores de 2006). No sudoeste dos Estados Unidos, a umidade dos remanescentes de John produziu chuvas fortes. O estado mais atingido foi o Texas, onde o Departamento de Transportes Estadual fechou inúmeras rodovias. Houve também prejuízos no Arizona e na Califórnia, onde o temporal provocou oito deslizamentos de terra que danificaram veículos, mas não houve feridos.

## História meteorológica

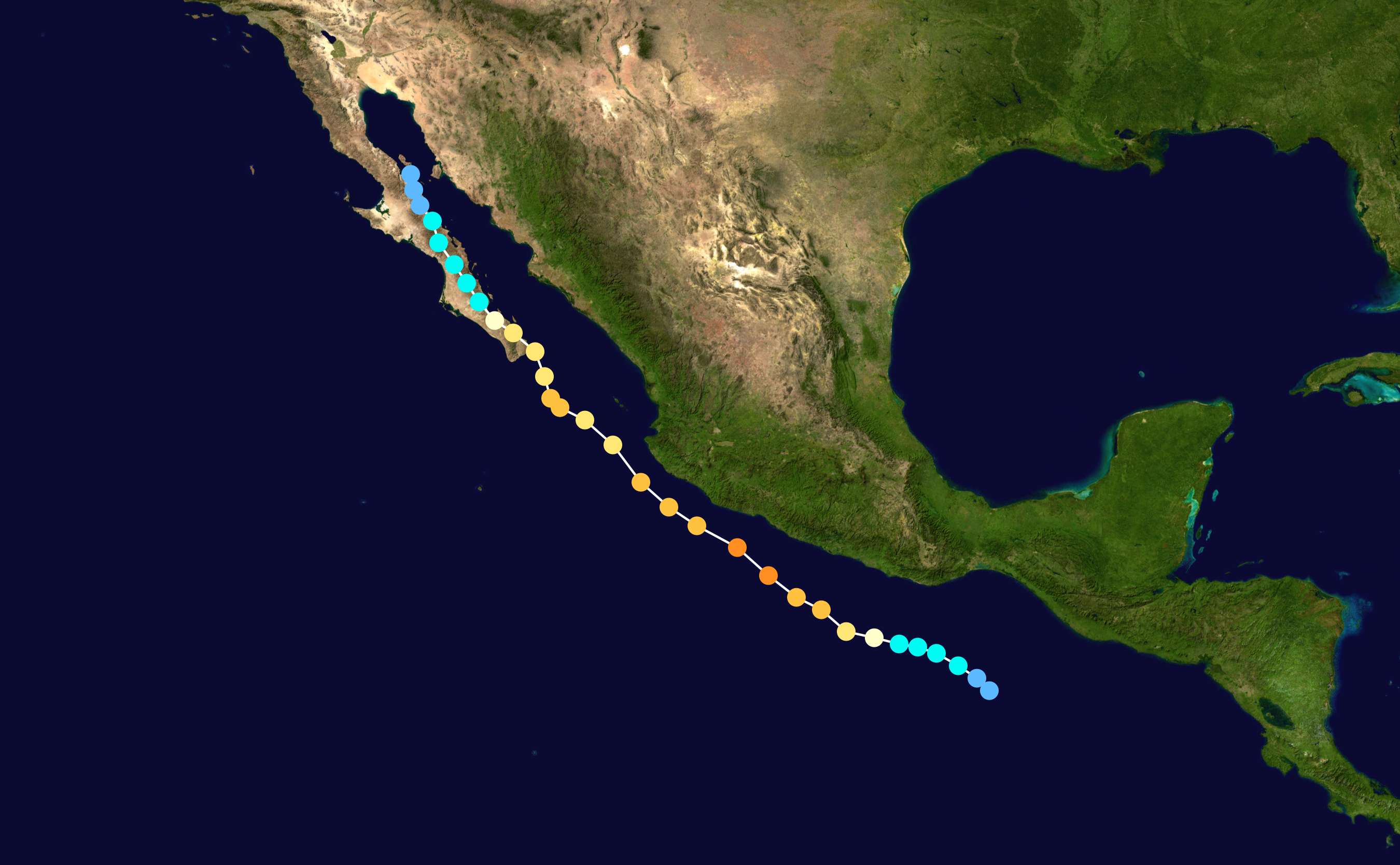
John seguiu uma trajetória em sentido noroeste próximo à costa mexicana

A onda tropical que se tornaria o furacão John deixou a costa ocidental da África em 17 de agosto de 2006 e atravessou todo o Oceano Atlântico e o Caribe. A onda entrou na porção oriental do Oceano Pacífico em 24 de agosto e rapidamente mostrou sinais de organização. Naquela noite, as classificações Dvorak começaram sobre o sistema enquanto ele se localizava logo a oeste da Costa Rica, e moveu-se para oeste-noroeste numa velocidade de 15 a 25 km/h. As condições pareciam favoráveis a um maior desenvolvimento do sistema e as áreas de convecção aumentaram no final de 26 de agosto sobre a área de baixa pressão. No começo da madrugada de 27 de agosto, o sistema ficou mais bem organizado a cerca de 400 km a sul-sudoeste da Guatemala, embora as áreas de convecção continuassem mínimas. No início da madrugada do dia seguinte, 28 de agosto, as bandas de chuvas começaram a aumentar dentro das áreas de convecção em organização e o sistema tornou-se a depressão tropical Onze-E.
Devido aos fracos ventos de cisalhamento, às águas quentes e às grandes quantidades de umidade, foi previsto que o sistema iria se fortalecer firmemente e a depressão fortaleceu-se na tempestade tropical John no final de 28 de agosto. As áreas de convecção profunda continuaram a se formar na tempestade, enquanto que uma área semelhante a um olho formava-se dentro do centro denso nublado expandido. A tempestade continuou a se intensificar e John tornou-se um furacão em 29 de agosto a cerca de 305 km ao sul-sudeste de Acapulco, México. As bandas de tempestade continuaram a aumentar na medida que o furacão deslocava-se para oeste-noroeste em torno da periferia sul de uma área de alta pressão de médios a altos níveis sobre o norte do México. O furacão sofreu rápida intensificação e John tornou-se um grande furacão apenas 12 horas após ter atingido o status de um furacão. Pouco depois, o olho ficou obscurecido e a intensidade manteve-se em 185 km/h devido a um ciclo de substituição da parede do olho. Outro olho formou-se e, baseado em dados de aviões de reconhecimento, o fenômeno tornou-se um furacão de categoria 4 na escala de furacões de Saffir-Simpson em 30 de agosto a cerca de 260 km a oeste de Acapulco, ou 155 km ao sul de Lázaro Cárdenas, México. Horas depois, o furacão sofreu outro ciclo de substituição da parede do olho, e logo depois enfraqueceu-se num furacão de categoria 3 a medida que movia-se paralelamente a uma curta distância da costa.

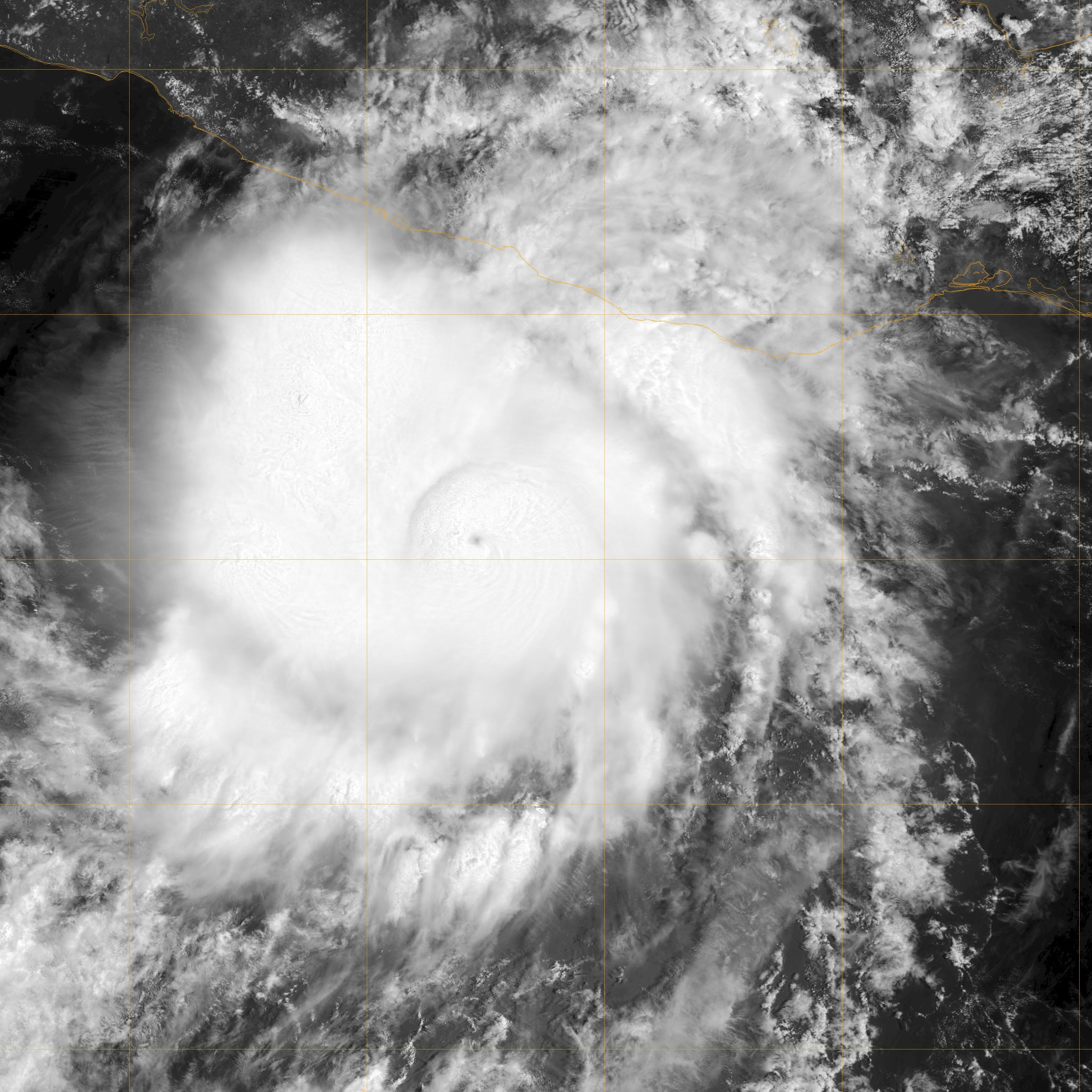
O furacão John enquanto se fortalecia rapidamente na costa sul do México

Devido a interação com a terra e ao seu ciclo de reposição da parede do olho, o furacão John enfraqueceu-se num furacão com ventos constantes de 170 km/h no final de 31 de agosto, mas voltou a se fortalecer assim que seu olho ficou mais bem definido. Após completar outro ciclo de substituição da parede do olho, o fenômeno enfraqueceu-se novamente num furacão de categoria 2,  e em 1º de setembro, o furacão entrou em solo mexicano em Cabo del Este, no extremo sul da península da Baixa Califórnia com ventos constantes de 180 km/h. John passou perto da cidade de La Paz como um furacão de categoria 1 em enfraquecimento no dia 2 de setembro, e o sistema enfraqueceu-se numa tempestade tropical sobre a terra logo depois. John continuou a se enfraquecer e no final de 3 de setembro o sistema foi rebaixado a uma depressão tropical enquanto ainda estava sobre a terra firme. Em 4 de setembro, a maior parte das áreas de convecção separaram-se da circulação do sistema em direção ao México e uma circulação clara do sistema não era discernível por 24 horas. Baseado na desorganização do sistema, o Centro Nacional de Furacões dos Estados Unidos (em inglês: National Hurricane Center, NHC) emitiu na manhã daquele dia seu último aviso sobre o fenômeno.

## Preparativos
O Exército Mexicano e os serviços de emergência ficaram postos em alerta perto da costa, enquanto que as aulas nas escolas públicas de Acapulco e no seu entorno foram canceladas. As autoridades em Acapulco avisaram os moradores de áreas baixas a estarem em alerta e também pediram aos pescadores o retorno destes para a costa. As autoridades nas cidades resortes gêmeas de Ixtapa e Zihuatanejo fecharam o porto para pequenas embarcações oceânicas. As autoridades governamentais de Jalisco declararam uma evacuação obrigatória de 8 mil pessoas de áreas baixas para 900 abrigos temporários, que também foram montados perto de Acapulco. O estado mexicano de Michoacán estava em alerta amarelo, um nível intermediário dentre cinco alertas de emergência, e 113 áreas foram consideradas como de risco para inundações. Uma empresa de navios de cruzeiro desviou um de seus navios para longe da rota do furacão.
Em 31 de agosto, o governo do estado de Baja California Sur ordenou a evacuação de mais de 10 mil residentes. Aqueles que se recusaram a seguir a ordem de evacuação teriam sido forçados pelo exército. Abrigos foram montados para permitir que moradores locais e turistas se refugiassem da tempestade. Todas as escolas dos 19 municípios litorâneos do estado de Guerrero foram fechadas e houve a previsão de instalação de 600 abrigos naquela região. Aproximadamente 5 mil turistas, a maioria norte-americanos, foram retirados da área de chegada do furacão no México, enquanto que outros 10 mil permaneceram em hotéis com estrutura adequada para suportar tempestades desse tipo.
Nos Estados Unidos, o Serviço Nacional de Meteorologia emitiu alertas e avisos de enchentes para áreas no oeste do Texas, sul do Novo México e regiões desérticas do sul da Califórnia.

## Impactos

### México
Os fortes ventos do furacão John causaram ondas fortes e derrubaram árvores próximo a Acapulco. Lá, o furacão produziu uma maré ciclônica de 3 metros de altura que inundou algumas rodovias litorâneas. Além disso, John causou chuvas fortes ao longo da costa ocidental do México, chegando a 317,5 mm em Los Planes, Jalisco. O temporal provocou deslizamentos de terra na região de Costa Chica, no estado de Guerrero, deixando cerca de 701 comunidades isoladas.
Em La Paz, capital do estado de Baja California Sur, o furacão derrubou cerca de 40 postes de eletricidade. As autoridades cortaram o fornecimento elétrico para evitar eletrocutações em cabos de alta tensão caídos. Os fortes ventos derrubaram árvores e destruíram placas de trânsito e de publicidade. As chuvas fortes chegaram a mais de 500 mm em áreas isoladas, resultando em enchentes que fecharam muitas rodovias e o Aeroporto Internacional Manuel Márquez de León, localizado em La Paz. Nessa cidade, cerca de 300 residências foram danificadas e 200 famílias ficaram desabrigadas após suas casas serem totalmente destruídas. A combinação dos ventos e das chuvas fortes destruíram milhares de casas frágeis naquela região. O temporal também danificou muitas plantações e destruiu vários silos. As chuvas fortes causaram o transbordamento da Barragem de Iguagil, em Comondú, deixando 15 cidades isoladas devido às enchentes, cujo nível de água chegou a atingir 1,5 m de altura. Na cidade costeira de Mulegé, as enchentes de curta duração causaram danos generalizados sobre a cidade e a morte de uma pessoa. Mais de 250 casas foram danificadas ou totalmente destruídas, deixando muitas pessoas desabrigadas. Várias enchentes bloquearam trechos da Carretera Federal 1 e também causaram danos num aqueduto da região.
No geral, o furacão John causou a destruição de centenas de casas e deixou outras 160 destelhadas na península da Baixa Califórnia. Seis pessoas morreram e os danos no México totalizaram 663 milhões de pesos mexicanos, o equivalente a 60,8 milhões de dólares em valores de 2006. Em Ciudad Juárez, Chihuahua, as chuvas alagaram vinte comunidades, derrubaram postes de eletricidade e causaram vários acidentes de trânsito. As chuvas de John, combinadas com a precipitação continuada nas duas semanas anteriores, deixaram milhares de pessoas desabrigadas.

### Estados Unidos

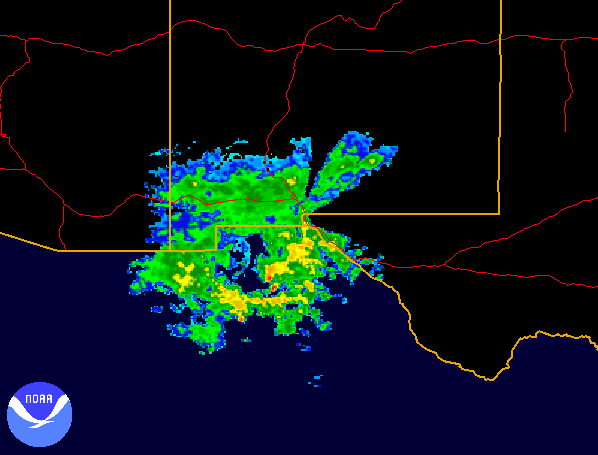
A umidade remanescente de John sobre o sudoeste dos Estados Unidos

A umidade remanescente de John, combinada com uma frente fria em aproximação, resultou em quantidades moderadas de chuvas sobre o sudoeste dos Estados Unidos. No Texas, a precipitação acumulada chegou a 75 mm em El Paso e a 200 mm em Whitharral. As chuvas inundaram muitas rodovias no sudoeste do estado, incluindo um trecho de aproximadamente 800 metros da Interstate 10 em El Paso. A pista escorregadia no Aeroporto Internacional de El Paso causou a derrapagem de um jato da Continental Airlines para fora da pista. A tempestade de John em El Paso, associada com um ano úmido anormal, fez com que 2006 tivesse níveis pluviométricos duas vezes maior que o esperado, tornado este ano o nono mais chuvoso da história na cidade. Só naquela localidade, os danos causados pelas chuvas fortes totalizaram cerca de 100 mil dólares (valores em 2006) de prejuízo. No norte do Texas, as chuvas aliviaram uma severa seca, deixaram o rio Double Mountain Fork Brazos mais caudaloso e causaram o transbordamento do lago Alan Henry. O Departamento de Transportes do Texas fechou inúmeras rodovias devido às enchentes causadas pelas chuvas, incluindo um trecho da U.S. Route 385 próximo a Levelland. Várias outras rodovias foram danificadas devido às enxurradas.
A umidade derivada de John também produziu chuvas sobre o sul do Novo México, chegando a 133 mm na vila de Ruidoso. A tempestade provocou o transbordamento de rios, forçando a retirada de pessoas ao longo do rio Ruidoso. As chuvas também causaram alagamentos isolados em algumas rodovias. O mau tempo no Novo México cancelou um festival de vinhos em Las Cruces e deixou um evento de corrida de cavalos em Ruidoso Downs em condições lamacentas. As enchentes foram severas em Mesquite, Hatch e Rincon, onde muitas residências sofreram alagamentos com o nível de água atingindo até 1,5 m, além de muita lama. A umidade tropical remanescente de John também produziu chuvas no sul da Califórnia e no Arizona. Na Califórnia, o temporal provocou oito deslizamentos de terra que danificaram 19 veículos, mas não houve feridos.

## Após a tempestade
Os escritórios locais da Cruz Vermelha nos estados mexicanos de Guerrero, Oaxaca e Michoacán foram postos em alerta. Equipes de resposta da Organização Nacional de Emergência do México também foram postos em estado de alerta para ajudar as áreas mais afetadas. Helicópteros da marinha entregaram alimentos e água para áreas remotas da península da Baixa Califórnia. A Cruz Vermelha mexicana despachou mais de 2 mil pacotes de alimentos para as comunidades do extremo sul de Baja California Sur. Na cidade de Mulegé, o suprimento de gás, que era necessário para o funcionamento dos geradores, estava escasso. Não havia água potável e a pista do aeroporto local estava coberta com lama. Inicialmente, muitos desabrigados ficaram em casa de amigos ou em abrigos provisórios montados pelo governo. Por toda a península da Baixa Califórnia, milhares de pessoas continuavam sem água ou eletricidade por dois dias após a tempestade. Pilotos de aviões, por conta própria, levaram água para os necessitados. O Diretor de Turismo de Baja California Sur disse que os danos na infra-estrutura turística no estado foram mínimos, com apenas pequenos atrasos em aeroportos, rodovias e instalações marítimas. A Episcopal Relief and Development entregou alimentos, roupas, medicamentos e transporte para cerca de 100 famílias e colchões para outras 80.
Apesar dos danos provocados em 2006, o nome "John" não foi retirado da lista de possíveis nomes para ciclones tropicais. Assim sendo, o nome foi reutilizado na temporada de furacões no Pacífico de 2012.